# Липопротеини високе густине
Липопротеини високе густине (ХДЛ енгл. High density lipoprotein - HDL) су сложене честице састављене од више протеина који транспортују све молекуле масти (липиде ) око тела унутар телесне течности и ван ћелија. Обично се састоје од 80-100 протеина по честици (организованих од једног, два или три АпоА ). ХДЛ честице се повећавају док циркулишу у крви, агрегирајући више молекула масти и транспортујући до стотине молекула масти по честици. Они сакупљају холестерол из ткива у телу и одводи га у јетру. 
Липопротеини високе густине се за разлику од липопротеина ниске густине (ЛДЛ) који често назива  лош холестерол, назива добар холестерол.

## Опште информације
Липопротеини су подељени у пет подгрупа, према густини/величини (инверзна веза), која такође корелира са функцијом и инциденцом кардиоваскуларних догађаја. За разлику од већих честица липопротеина, које испоручују молекуле масти  ћелијијама, ХДЛ честице уклањају молекуле масти из ћелија. Пренесени липиди укључују холестерол, фосфолипиде и триглицериде, а количине су променљиве.
Повећане концентрације ХДЛ честица су повезане са смањењем акумулације атеросклерозе унутар зидова артерија,  смањујући ризик од изненадних руптура плака, кардиоваскуларних болести, можданог удара и других васкуларних болести.  ХДЛ честице се обично називају „добрим холестеролом“, јер преносе молекуле масти из зидова артерија, смањују акумулацију макрофага и на тај начин помажу у спречавању или чак регресији атеросклерозе.  Међутим, недавна истраживања су показала да веома високе концентрације ХДЛ честица могу бити повезане са повећаним ризиком од смртности  и повећаним кардиоваскуларним ризиком, посебно код хипертензивних пацијената.

## Мерење нивоа ХДЛ
Због високе цене директног мерења ХДЛ и ЛДЛ ( липопротеина ниске густине ) протеинских честица, тестови крви се обично раде за сурогат вредност, ХДЛ-Ц, односно холестерол повезан са АпоА-1 /ХДЛ честицама. 
Код здравих особа, око 30% холестерола у крви, заједно са другим мастима, носи ХДЛ.  Ово је често у супротности са количином холестерола за коју се процењује да се носи унутар честица липопротеина ниске густине, ЛДЛ, и назива се ЛДЛ-Ц. 
ХДЛ честице уклањају масти и холестерол из ћелија, укључујући унутар атерома зида артерије, и транспортују их назад у јетру ради излучивања или поновног коришћења; стога се холестерол који се носи унутар ХДЛ честица (ХДЛ-Ц) понекад назива "добар холестерол" (иако је исти као холестерол у ЛДЛ честицама). 
Особе са вишим нивоима ХДЛ-Ц обично имају мање проблема са кардиоваскуларним болестима, док они са ниским нивоом ХДЛ-Ц холестерола (посебно испод 40 мг/дЛ или око 1 ммол/Л) имају повећану стопу срчаних обољења.  Виши нивои природног ХДЛ-а су у корелацији са смањеним ризиком од кардиоваскуларних болести код здравих људи.  
Остатак серумског холестерола након одузимања ХДЛ је не-ХДЛ холестерол . Концентрација ових других компоненти, које могу изазвати атероме, позната је као не-ХДЛ-Ц . Ово је сада преферирано у односу на ЛДЛ-Ц као секундарни маркер јер се показало да је бољи предиктор и лакше се израчунава. 

## Структура и функција
Са величином у распону од 5 до 17 nm, ХДЛ је најмања од свих честица липопротеина.  Најгушћа је јер садржи највећи удео протеина и липида.  Његови најзаступљенији аполипопротеини су апо A-I  и апо A-II. Документовано је да је ретка генетска варијанта, АпоА-1 Милано , далеко ефикаснија у заштити и повлачењу артеријске болести ( атеросклерозе).
Јетра синтетише ове липопротеине као комплексе аполипопротеина и фосфолипида, који подсећају на спљоштене сферичне липопротеинске честице без холестерола,  чија је НМР структура недавно објављена (чији комплекси су способни да покупе холестерол, који се преноси интерно, из ћелија интеракцијом са АТП-везујућим касетним транспортером А1 (АБЦА1).  
Ензим у плазми назван лецитин-холестерол ацилтрансфераза (ЛЦАТ) претварају слободни холестерол у холестерол естар (више хидрофобнији облик холестерола), који се затим секвестрира у језгро липопротеинске честице, што на крају доводи до тога да новосинтетисани ХДЛ добија сферни облик. ХДЛ честице се повећавају у величини како циркулишу кроз крв и инкорпорирају више молекула холестерола и фосфолипида из ћелија и других липопротеина, као што је интеракција са АБЦГ1 транспортером и фосфолипидним транспортним протеином (ПЛТП) . 
ХДЛ преноси холестерол углавном до јетре или стероидогених органа као што су надбубрежне жлезде, јајници и тестиси и директним и индиректним путевима. 
ХДЛ се уклања помоћу ХДЛ рецептора као што је рецептор за уклањање БИ (СР-БИ), који посредују у селективном преузимању холестерола из ХДЛ-а. Код људи је вероватно најрелевантнији пут индиректни, који је посредован протеином за пренос холестерил естра (ЦЕТП) .  Овај протеин размењује триглицериде ВЛДЛ са холестерил естрима ХДЛ. Као резултат, ВЛДЛ се обрађују у ЛДЛ , који се уклањају из циркулације путем ЛДЛ рецептора. Триглицериди нису стабилни у ХДЛ-у, али се разграђују хепатичном липазом тако да, коначно, остају мале ХДЛ честице које поново покрећу узимање холестерола из ћелија. 
Холестерол који се испоручује у јетру се излучује у жуч, а самим тим и у црева, директно или индиректно након претварања у жучне киселине. Испорука ХДЛ холестерола у надбубрежне жлезде, јајнике и тестисе је важна за синтезу стероидних хормона . 
Кроз неколико корака у метаболизму ХДЛ - он може учествовати у транспорту холестерола из липидних макрофага атеросклеротичних артерија, названих пенасте ћелије, до јетре ради излучивања у жуч. Овај пут је назван обрнутим транспортом холестерола и сматра се класичном заштитном функцијом ХДЛ према атеросклерози.
ХДЛ носи многе врсте липида и протеина, од којих неке имају веома ниске концентрације, али су биолошки веома активне. На пример, ХДЛ и његови протеински и липидни састојци помажу у:
- инхибицији оксидације,
- упале,
- активације ендотела,
- коагулације,
- агрегације тромбоцита.

Сва ова својства могу допринети способности ХДЛ да заштити од атеросклерозе, а још није познато које су најважније. Поред тога, мала субфракција ХДЛ пружа заштиту од протозојског паразита Trypanosoma brucei. Ова ХДЛ субфракција, названа трипанозомски литички фактор (ТЛФ), садржи специјализоване протеине који су, иако веома активни, јединствени за ТЛФ молекул. 
У одговору на стрес, серумски амилоид А , који је један од протеина акутне фазе и аполипопротеин, је под стимулацијом цитокина ( интерлеукин 1 , интерлеукин 6 ) и кортизола који се производи у надбубрежном кортексу и преноси до уграђеног оштећеног ткива. у ХДЛ честице. На месту упале привлачи и активира леукоците. Код хроничних упала, његово таложење у ткивима се манифестује као амилоидоза .
Претпоставља се да концентрација великих ХДЛ честица прецизније одражава заштитно дејство, за разлику од концентрације укупних ХДЛ честица.  Овај однос великих ХДЛ и укупних ХДЛ честица варира у великој мери и мери се само софистициранијим тестовима липопротеина користећи или електрофорезу (оригинални метод развијен 1970-их) или новије методе НМР спектроскопије (развијене 1990-их).

## Процена ХДЛ преко повезаног холестерола
Клиничке лабораторије су раније мериле ХДЛ холестерол одвајањем других фракција липопротеина коришћењем ултрацентрифугирања или хемијског таложења са двовалентним јонима као што је Мг2+, а затим спајањем производа реакције холестерол оксидазе у индикаторску реакцију. Референтни метод још увек користи комбинацију ових техника.  
Већина лабораторија тренутно користи аутоматизоване хомогене аналитичке методе у којима се липопротеини који садрже апо Б блокирају коришћењем антитела на апо Б, а затим колориметријска ензимска реакција мери холестерол у неблокираним ХДЛ честицама.  
ХПЛЦ се такође може користити.  Подфракције (ХДЛ-2Ц, ХДЛ-3Ц) се могу мерити,  али клинички значај ових подфракција није утврђен. Мерење апо-А реактивног капацитета може се користити за мерење ХДЛ холестерола, али се сматра да је мање тачна.  

### Препоручени распони
Америчко удружење за срце , НИХ и НЦЕП дају скуп смерница за нивое ХДЛ наташте и ризик од срчаних обољења. 
| Ниво мг/дЛ            | Ниво ммол /Л | Интерпретација                                                               |
| --------------------- | ------------ | ---------------------------------------------------------------------------- |
| <40/50 мушкараца/жена | <1.03        | Низак ХДЛ холестерол, повећани ризик се сматра корелираним за срчане болести |
| 40–59                 | 1.03–1.55    | Средњи ниво ХДЛ                                                              |
| >59                   | >1,55        | Висок ниво ХДЛ, оптимално стање се сматра повезаним са срчаним обољењима     |

Висок ЛДЛ са ниским нивоом ХДЛ је додатни фактор ризика за кардиоваскуларне болести. 

## Мерење ХДЛ концентрације и величина
Како је технологија смањила трошкове, а клиничка испитивања су наставила да демонстрирају важност ХДЛ-а, методе за директно мерење концентрације и величине ХДЛ (што указује на функцију) по нижим трошковима постале су доступније и све више се сматрају важнима за процену индивидуалног ризика од прогресивне артеријске болести и методе лечења. 

### Мерења електрофорезом
Пошто ХДЛ честице имају нето негативни набој и варирају по густини и величини, ултрацентрифугирање у комбинацији са електрофорезом се користи од пре 1950. године за набрајање концентрације ХДЛ честица и њихово сортирање по величини са специфичном запремином крвне плазме. Веће ХДЛ честице носе више холестерола.

### НМР мерења
Концентрација и величина честица липопротеина могу се проценити коришћењем отиска прста нуклеарне магнетне резонанце . 

#### Оптималне укупне и велике концентрације ХДЛ
Концентрације ХДЛ честица се обично категоришу према процентима стопе догађаја на основу људи који учествују и прате у МЕСА  испитивању, студији медицинског истраживања коју спонзорише Национални институт за срце, плућа и крв Сједињених Америчких Држава.
| МЕСА Перцентил | Укупне ХДЛ честице μмол /Л | Интерпретација                                                                                               |
| -------------- | -------------------------- | --- |
| >75%           | >34.9                      | Они са највишом (оптималном) концентрацијом укупних ХДЛ честица и најнижим стопама кардиоваскуларних болести |
| 50–75%         | 30,5–34,5                  | Они са умерено високом концентрацијом укупних ХДЛ честица и умереном стопом кардиоваскуларних болести        |
| 25–50%         | 26.7–30.5                  | Они са нижом концентрацијом укупних ХДЛ честица и граничним-високим стопама кардиоваскуларних болести        |
| 0–25%          | <26.7                      | Они са најнижом концентрацијом укупних ХДЛ честица и највишом стопом кардиоваскуларних болести               |

| МЕСА Перцентил | Велике ХДЛ честице μмол /Л | Интерпретација                                                                                                |
| -------------- | -------------------------- | --- |
| >75%           | >7.3                       | Они са највишим (оптималним) великим концентрацијама ХДЛ честица и најнижим стопама кардиоваскуларних болести |
| 50–75%         | 4.8–7.3                    | Они са умерено високом концентрацијом великих ХДЛ честица и умереном стопом кардиоваскуларних болести         |
| 25–50%         | 3.1–4.8                    | Они са нижим концентрацијама великих ХДЛ честица и граничним-високим стопама кардиоваскуларних болести        |
| 0–25%          | <3.1                       | Они са најнижом концентрацијом великих ХДЛ честица и највишом стопом кардиоваскуларних болести                |

Најмања инциденција атеросклеротских догађаја током времена јавља се код оних са највишом концентрацијом укупних ХДЛ честица (горња четвртина, >75%) и највишом концентрацијом великих ХДЛ честица. Вишеструке додатне мере, укључујући концентрације ЛДЛ честица, мале концентрације ЛДЛ честица, концентрације ВЛДЛ, процене инсулинске резистенције и стандардна мерења липида холестерола (за поређење података у плазми са методама процене о којима се говорило) рутински се пружају у клиничком тестирању.

## Повећање нивоа ХДЛ
Док су виши нивои ХДЛ у корелацији са нижим ризиком од кардиоваскуларних болести, није доказано да ниједан лек који се користи за повећање ХДЛ побољшава здравље.  Од 2017. године, бројне промене у животном стилу и лекови за повећање нивоа ХДЛ су у сталном проучавању.
ХДЛ липопротеинске честице које носе аполипопротеин Ц3 су повезане са повећаним, а не смањеним ризиком од коронарне болести срца. 

### ХДЛ и атеросклероза
ХДЛ је од интереса за атеросклерозу јер може извући холестерол из пенастих ћелија и довести до ремисије атеросклеротског плака. Конкретно, слободни холестерол синтетизован у пенастим ћелијама се ефлуксује преко АБЦА1, СР-Б1 и АБЦГ1 у ХДЛ који већ циркулише или на Апо-АИ или Апо-Е дискове, формирајући ХДЛ. На овај начин, ХДЛ се сматра антиинфламаторним, јер уклања слободни холестерол из пенастих ћелија и доводи до смањења упале унутар атеросклеротског плака. Међутим, треба напоменути да нивои ХДЛ-а нису увек у корелацији са смањеним ризиком од атеросклерозе, јер нивои ХДЛ холестерола могу да се повећају у случајевима када је реверзни пут транспорта холестерола смањен, као што је недостатак СР-Б1.

## Превенција

### Дијета и вежбање
Одређене промене у исхрани и вежбању могу имати позитиван утицај на подизање нивоа ХДЛ: 
- смањен унос једноставних угљених хидрата .
- аеробне вежбе
- губитак тежине
- конзумација авокада
- додаци магнезијума подижу ХДЛ-Ц.
- додавање растворљивих влакана у исхрани
- потрошња омега-3 масних киселина као што је рибље уље  или ланено уље
- повећан унос незасићених масти
- уклањање транс масних киселина из исхране

Већина засићених масти повећава ХДЛ холестерол у различитом степену, али такође повећава и укупни и ЛДЛ холестерол. 

### Рекреативне дроге
Нивои ХДЛ могу се повећати престанком пушења,  или благим до умереним уносом алкохола. 
Канабис у неприлагођеним анализама, прошла и садашња употреба канабиса није била повезана са вишим нивоима ХДЛ-Ц.  Студија спроведена на 4.635 пацијената показала је да нема утицаја на нивое ХДЛ-Ц (П=0,78) [средње (стандардна грешка) вредности ХДЛ-Ц код контролних субјеката (никада коришћене), претходних корисника и садашњих корисника биле су 53,4 ( 0,4), 53,9 (0,6) и 53,9 (0,7) мг/дЛ]. 
Егзогени анаболички андрогени стероиди, посебно 17α-алкиловани анаболички стероиди и други који се примењују орално, могу смањити ХДЛ-Ц за 50% или више.  Други агонисти андрогених рецептора , као што су селективни модулатори андрогених рецептора, такође могу снизити ХДЛ. Пошто постоје неки докази да је смањење ХДЛ узроковано повећаним обрнутим транспортом холестерола , није познато да ли је ефекат снижавања ХДЛ агониста АР про- или анти-атероген. 

### Фармацеутски лекови и ниацин
Фармаколошка терапија за повећање нивоа ХДЛ холестерола укључује употребу фибрата и ниацина . Није доказано да фибрати утичу на укупну смртност од свих узрока, упркос њиховом утицају на липиде. 
Ниацин (никотинска киселина, облик витамина Б3 ) повећава ХДЛ тако што селективно инхибира хепатичку диацилглицерол ацилтрансферазу 2, смањујући синтезу триглицерида и секрецију ВЛДЛ преко рецептора ХМ74, иначе познатог као ниацински рецептор 2 и ХМ74А / ГПР109А ницин рецептор 1 .
Фармаколошке дозе (1 до 3 грама/дан) ниацина повећавају нивое ХДЛ-а за 10-30%,  што га чини најмоћнијим средством за повећање ХДЛ-холестерола.  Насумично клиничко испитивање је показало да третман ниацином може значајно смањити прогресију атеросклерозе и кардиоваскуларне догађаје.  Производи са ниацином који се продају као „без испирања“, тј. немају нежељене ефекте као што је „ниацин флусх “, међутим, не садрже слободну никотинску киселину и стога су неефикасни у подизању ХДЛ-а, док производи који се продају као „одрживи- ослобађање“ може да садржи слободну никотинску киселину, али „неке марке су хепатотоксичне“; стога је препоручени облик ниацина за подизање ХДЛ најјефтинији препарат са тренутним ослобађањем.  И фибрати и ниацин повећавају артеријски токсичан хомоцистеин, ефекат који се може супротставити и конзумацијом мултивитамина са релативно високим количинама Б-витамина, али вишеструка европска испитивања најпопуларнијих Б-витаминских коктела, испитивање показује 30% просечно смањење хомоцистеина, док не показују проблеме такође нису показали никакву корист у смањењу стопе кардиоваскуларних догађаја. Студија са продуженим ослобађањем ниацина (Ниаспан) из 2011. је рано прекинута јер пацијенти који су додавали ниацин у терапију статинима нису показали повећање здравља срца, али су имали повећање ризика од можданог удара. 
Насупрот томе, док је употреба статина ефикасна против високог нивоа ЛДЛ холестерола, већина има мали или никакав ефекат на повећање ХДЛ холестерола.  Међутим, показало се да росувастатин и питавастатин значајно подижу нивое ХДЛ. 
Показало се да Ловаза повећава ХДЛ-Ц.  Међутим, најбољи докази до сада сугеришу да нема користи за примарну или секундарну превенцију кардиоваскуларних болести.
ППАР модулатор ГВ501516 показао је позитиван ефекат на ХДЛ-Ц  и антиатероген када је ЛДЛ проблем.  Међутим, истраживања о леку су прекинута након што је откривено да изазива брз развој рака у неколико органа код пацова. 